# María Rodríguez (hija del Cid)
María Rodríguez o Ruiz (c.1080-muerta antes de 1105) fue hija de Rodrigo Díaz el Campeador, conocido como el Cid, y de Jimena Díaz. Entre 1095 y 1099 se casó con el conde de Barcelona Ramón Berenguer III, con quien tuvo una o dos hijas (dependiendo de las fuentes), María y/o Ximena de Osona, que casó en 1107 con Bernat III de Besalú y en 1117 con Roger III de Foix.
Gonzalo Martínez Diez arguye los testimonios de la Primera Crónica General alfonsí (o Estoria de España) y del Liber regum (en realidad del Linaje de Rodrigo Díaz, incluido en la versión extensa del Liber regum), «muy bien informado» a su juicio:

Este Mio Cid, el Campiador, ovo por mugier a doña Eximena, nieta del rey don Alfonso, filla del comde don Diago de Asturias, et ovo della un fillo et dos fillas, et el fillo ovo nombre Diago Royz, et matáronlo en Consuegra los moros; de las fillas, la una ovo nombre de doña Christina, la otra doña María.
Liber regum, (1194-1209). Apud Martínez Diez, loc. cit.

Según postuló Ubieto en 1973, a partir de un pasaje poco claro de la Primera crónica general (edición de varios códices relacionados con la Estoria de España de Alfonso X el Sabio compilados por Menéndez Pidal), habría contraído matrimonio en primeras nupcias con el infante Pedro de Aragón, hijo del rey Pedro I de Aragón y de Inés de Aquitania; esta hipótesis ha sido admitida por Laliena Corbera e Ian Michael, pero rechazada por Rubio García, Louis Chalon o Rafael Lapesa. Finalmente, Alberto Montaner Frutos, en su edición del Cantar de mio Cid de 2011, concluye que dicho enlace con el infante Pedro carece de documentación contemporánea que lo atestigüe, además de que la teoría de Ubieto está basada en un relato de la Estoria del Cid escrito a partir del reinado de Sancho IV de Castilla (1284-1295), que fue incorporado a la Versión sanchina de la Estoria de España, donde se da el nombre de Pedro al príncipe de Aragón que en el Cantar de mio Cid se casa con la hija del héroe: este testimonio cronístico, por tanto, no puede darse como fuente histórica fiable.
En la literatura aparece representada como Sol en el Cantar de mio Cid.